# Berwick Rangers F.C.
Berwick Rangers F.C., właśc. Berwick Rangers Football Club – angielski klub piłkarski z siedzibą w Berwick-upon-Tweed, należący do Scottish Football Association i występujący w szkockich rozgrywkach ligowych (jako jedyny klub spoza Szkocji).

## Historia
Klub został założony w 1881. W 1905 przystąpił do Scottish Football Association i rozpoczął grę w regionalnych rozgrywkach Eastern League, skupiających zespoły z Edynburga i wschodniej Szkocji.
W swojej historii występował przez 22 sezony na poziomie drugiej ligi (20 w Second Division i 2 w First Division), po raz ostatni w edycji 1980/1981. Ponadto, zanotował udział w 26 sezonach trzeciej ligi (Second Division), po raz ostatni w edycji 2007/2008. Następnie spadł do czwartej ligi, a w sezonie 2018/2019 do piątej.

## Reprezentanci kraju grający w klubie
Stan na grudzień 2023
|  | - Alan Ainslie - George Blues - Charlie Egan - Aleks Petkow - Marcus Godinho - John Brownlie - William Callaghan - Colin Cameron |  | - Mike Galloway - Billy Houliston - Ernie McGarr - Bobby Mitchell - Peter Nellies - Dave Smith - Henry Smith |